# تاکوما کورودا
تاکوما کورودا (انگلیسی: Takuma Kuroda؛ زادهٔ ۱۸ فوریهٔ ۱۹۹۲) بازیکن فوتبال اهل ژاپن است.